# Acanthosaura coronata
Espèce
Acanthosaura coronata est une espèce de sauriens de la famille des Agamidae.

## Répartition
Cette espèce se rencontre dans le Sud du Viêt Nam et au Cambodge.

## Taxinomie
Cette espèce a été relevée de sa synonymie avec Acanthosaura lepidogaster par Stuart, Sok & Neang en 2006

## Publications originales
- Günther, 1861 : Second list of Siamese reptiles. Annals and magazine of natural history, sér. 3, vol. 8, p. 266-268 (texte intégral).
- Günther, 1861 : Second list of Siamese reptiles. Proceedings of the Zoological Society of London, vol. 1861, p. 187-189 (texte intégral).